# La Dernière Séance (nouvelle)
Pour les articles homonymes, voir La Dernière Séance.
La Dernière Séance (The Last Seance) est une nouvelle de genre fantastique écrite par Agatha Christie.
Vers 1922, Agatha Christie écrit une pièce de théâtre intitulée The Last Séance, qui ne fut jamais représentée, ni publiée. Quelques années plus tard, elle réécrit l'histoire sous forme de nouvelle.
Initialement publiée en novembre 1926 dans la revue Ghost Stories aux États-Unis, cette nouvelle a été reprise en recueil en octobre 1933 dans The Hound of Death and Other Stories au Royaume-Uni. Elle a été publiée pour la première fois en France dans le recueil Le Flambeau en 1981.

## Publications
Avant la publication dans un recueil, la nouvelle avait fait l'objet de publications dans des revues :
- en novembre 1926, aux États-Unis, sous le titre « The Woman Who Stole a Ghost », dans la revue Ghost Stories[2],[3],
- en mars 1927, au Royaume-Uni, sous le titre « The Stolen Ghost », dans le no 87 de la revue The Sovereign Magazine[2],[3],
- en novembre 1971, aux États-Unis, dans le no 336 (no 5, vol. 58) de la revue Ellery Queen’s Mystery Magazine[3].

La nouvelle a ensuite fait partie de nombreux recueils :
- en octobre 1933, au Royaume-Uni, dans The Hound of Death and Other Stories[2] (avec 11 autres nouvelles),
- en 1961, aux États-Unis, dans Double Sin and Other Stories[2] (avec 7 autres nouvelles),
- en 1981, en France, dans Le Flambeau (avec 8 autres nouvelles).

## Adaptation
- 2010 : The Last Seance, pièce radiophonique diffusée sur la BBC Radio 4 Extra[4].